# My Private Desert
My Private Desert (Originaltitel Deserto Particular) ist ein Filmdrama von Aly Muritiba, das im September 2021 bei den Internationalen Festspielen von Venedig seine Premiere feierte und im November 2021 in die brasilianischen Kinos kam. Der Kinostart in Deutschland erfolgte im November des darauffolgenden Jahres. My Private Desert wurde von Brasilien als Beitrag für die Oscarverleihung 2022 in der Kategorie Bester Internationaler Film eingereicht.

## Handlung
Wegen eines gewalttätigen Übergriffs wird der 40-jährige Daniel aus dem aktiven Polizeidienst suspendiert. Als Sara, seine Internet-Liebesaffäre, aufhört, seine Nachrichten zu beantworten, beschließt er, auf der Suche nach ihr aus dem reichen Süden Brasiliens in den Norden des Landes zu fahren. Er zeigt Saras Bild herum, aber niemand scheint die Frau zu erkennen. Schließlich erklärt sich ein Mann bereit, den Kontakt herzustellen, allerdings unter ganz bestimmten Bedingungen.
Hinter Sara verbirgt sich in Wahrheit Robson, ein junger Mann, der gerne eine Frau wäre und diese Fantasie nur in der Welt des Internets und in den sozialen Medien ausleben kann.

## Produktion
Regie führte Aly Muritiba, der gemeinsam mit Henrique Dos Santos auch das Drehbuch schrieb. Muritiba wurde in einer kleinen Stadt im Nordosten Brasiliens geboren. Um Film zu studieren, zog er in den Süden des Landes und arbeitete als Gefängnisbeamter, um seinen Lebensunterhalt zu verdienen.
Antonio Saboia, bekannt aus Filmen wie Bacurau und Serien wie The Last Days of Gilda, spielt in der Hauptrolle den Polizisten Daniel. Pedro Fasanaro spielt Sara und Robson.
Die Filmmusik komponierte Felipe Ayres. Das Soundtrack-Album wurde am 10. Dezember 2021 von der Plaza Mayor Company als Download veröffentlicht.
Die Premiere erfolgte am 9. September 2021 bei den Internationalen Festspielen von Venedig. Dort wurde er in der Sektion Giornate degli Autori gezeigt. Am 25. November 2021 kam der Film in die brasilianischen Kinos. Ende Januar, Anfang Februar 2022 wurde er beim Göteborg International Film Festival gezeigt. Anfang März 2022 wurde er beim Santa Barbara International Film Festival gezeigt und hiernach beim London LGBTQIA+ Film Festival. Ende April 2022 wurde er beim San Francisco International Film Festival vorgestellt. Ebenfalls Ende April und Anfang Mai 2022 erfolgten Vorstellungen beim Prague International Film Festival (Febiofest). Ende Mai, Anfang Juni 2022 erfolgten Vorstellungen beim Inside Out Toronto 2SLGBTQ+ Film Festival. Ebenfalls Juni 2022 wurde er beim Sydney Film Festival gezeigt. Der Kinostart in Deutschland erfolgte am 17. November 2022.

## Rezeption

### Kritiken
Von den bei Rotten Tomatoes aufgeführten Kritiken sind 88 Prozent positiv bei einer durchschnittlichen Bewertung mit 7,5 von 10 möglichen Punkten.
Gaby Sikorski, Filmkorrespondentin der Gilde deutscher Filmkunsttheater, schreibt, Aly Muritiba schaffe in seinem Film eine merkwürdig ambivalente Stimmung, oft leicht melancholisch, die sehr viel mit Daniel und seinem Verhältnis zu Sara und generell zu Frauen zu tun hat, aber auch mit der Situation in Brasilien, die in der Bolsonaro-Ära geprägt ist von ausgeprägten gesellschaftlichen Dissonanzen. Die politischen Verwerfungen hätten ihre Spuren hinterlassen, und Muritiba stelle der Kälte des Südens die provokative Sinnlichkeit des Nordens entgegen, die viel mit Liebe und Zärtlichkeit zu tun hat. Zusätzlich sorge der Regisseur mit einer ausgeklügelten Dramaturgie für mehrere Stimmungswechsel mitten im Film.

### Auszeichnungen
Deserto Particular wurde von Brasilien als Beitrag für die Oscarverleihung 2022 in der Kategorie Bester Internationaler Film eingereicht, schaffte es aber nicht auf die Shortlist. Im Folgenden weitere Auszeichnungen und Nominierungen.
Cleveland International Film Festival 2022
- Nominierung im International Narrative Competition (Aly Muritiba)[17]

Internationales Filmfestival Thessaloniki 2021
- Lobende Erwähnung (Aly Muritiba)[18]

Internationale Filmfestspiele von Venedig 2021
- Nominierung in der Sektion Giornate degli Autori (Aly Muritiba)
- Nominierung für den Queer Lion
- Auszeichnung mit dem People’s Choice Award in der Giornate degli Autori[19]

Latin American Academy Awards 2021
- Nominierung als Bester internationaler Film[20]

San Francisco International Film Festival 2022
- Nominierung im Cine Latino Competition[21]